# Euskañol
El euskañol es el nombre coloquial que recibe la mezcla entre los idiomas euskera y castellano que se habla en las zonas vascoparlantes españolas, principalmente País Vasco y Navarra. Es el resultado de la contaminación lingüística mutua entre ambas lenguas.
El término puede emplearse tanto para el empleo de palabras vascas en mitad de una conversación en castellano como para lo contrario, así como a la construcción de frases gramaticalmente incorrectas en euskera por influencia del castellano. No existe una definición académica, al tratarse de un vocablo popular. Sin embargo, ha sido empleado por varios estudiosos, por ejemplo en 1983 por el historiador Fernando García de Cortázar, en 1997 por investigadores de la Universidad del País Vasco o en 2006 por el entonces catedrático de filología vasca de esta misma Universidad, Henrike Knörr.